# La notte (film)
La notte is een film uit 1961 van de Italiaanse regisseur Michelangelo Antonioni. De film La notte is het tweede deel van Antonioni's losse trilogie over vervreemding, waartoe ook L'avventura (1960) en L'eclisse (1962) behoren.
De film werd bekroond met de Gouden Beer op het Internationaal filmfestival van Berlijn.

## Verhaal
De auteur Giovanni is al tien jaar getrouwd met de mooie Lidia. Niets schijnt het aantrekkelijke paar echter nog te verbinden. Ze bezoeken samen hun doodzieke vriend Tommaso in het ziekenhuis. Vervolgens gaan ze elk hun eigen weg. Giovanni moet naar een promotiefeestje voor zijn nieuwste roman. Lidia wandelt rond in Milaan en haalt herinneringen op. Daarna treffen ze elkaar weer thuis en besluiten ze naar een feestje van een rijke man te gaan. Deze heeft een lucratief aanbod voor Giovanni. Hij wil dat Giovanni een boek schrijft over de geschiedenis van zijn bedrijf. Giovanni en Lidia vermaken zich oppervlakkig op het feest. Giovanni flirt met de knappe Valentina en merkt op hoezeer hij afstand houdt van Lidia. Later krijgt Lidia het bericht dat Tommaso is overleden. De nacht loopt ten einde en Lidia vertelt haar man dat ze niet meer van hem houdt.

## Rolverdeling
| Acteur               | Personage            |
| -------------------- | -------------------- |
| Marcello Mastroianni | Giovanni Pontano     |
| Jeanne Moreau        | Lidia                |
| Monica Vitti         | Valentina Gherardini |
| Bernhard Wicki       | Tommaso Garani       |